# Marino Fontana
Marino Fontana (Caldogno, província de Vicenza, 11 de març de 1936 - Ídem, 11 de juny de 2013) va ser un ciclista italià, professional entre 1960 i 1966. Un cop retirat passà a la direcció esportiva.

## Palmarès
- 1955
  - 1r al Trofeu Alcide De Gasperi
- 1961
  - 1r al Giro de Toscana

### Resultats al Giro d'Itàlia
- 1960. Abandona
- 1961. 33è de la classificació general
- 1962. Abandona
- 1963. 21è de la classificació general
- 1964. Abandona
- 1965. 58è de la classificació general
- 1966. 33è de la classificació general